# جنگ قیمت
جنگ قیمت نوعی رقابت تجاری است که در آن رقبا به‌طور مرتب قیمت خود را نسبت به دیگری کاهش می‌دهند. زمانی که یکی از رقبا قیمت خود را کاهش می‌دهد، سایر رقبا نیز قیمت خود را کاهش می‌دهند. اگر یکی از آن‌ها دوباره قیمت خود را کاهش دهد، یک چرخه از کاهش قیمت‌ها آغاز می‌شود. در کوتاه‌مدت، جنگ قیمت به نفع خریداران است، زیرا از کاهش قیمت‌ها بهره می‌برند. در سوی دیگر، جنگ قیمت معمولاً به نفع شرکت‌های درگیر نیست، زیرا کاهش قیمت باعث می‌شود که سود نهایی شرکت‌ها کاهش یابد و ادامه حیات آن‌ها را به خطر بیندازد.
در میان‌مدت و بلندمدت، جنگ قیمت‌ها می‌تواند برای شرکت‌های چیره در یک صنعت مفید باشد. به‌طور معمول، شرکت‌های کوچکتر و حاشیه‌ای نمی‌توانند در چنین شرایطی رقابت کنند و تعطیل می‌شوند. شرکت‌های باقی‌مانده، سهم بازار رقبای تعطیل شده را در اختیار می‌گیرند؛ بنابراین بازندگان واقعی، شرکت‌های حاشیه‌ای و سرمایه‌گذاران آن‌ها هستند. در درازمدت ممکن است مصرف‌کنندگان نیز ضرر کنند. با کم شدن تعداد شرکت‌های فعال در صنعت، قیمت‌ها افزایش می‌یابند و گاهی اوقات به سطحی بالاتر از شروع جنگ قیمت می‌رسند.

## دلایل
مهمترین دلایلی که موجب وقوع جنگ قیمت‌ها می‌شود عبارتند از:
- تمایز محصول: بعضی از محصولات، کالاهایی هستند که تمایز چندانی با هم ندارند و در نتیجه قیمت مهمترین عامل رقابتی است.
- قیمت گذاری نفوذی: اگر یک تاجر سعی در ورود به یک بازار پایدار داشته باشد، ممکن است قیمت‌های پایین‌تری نسبت به رقبای موجود ارائه دهد.
- انحصار چندتایی: اگر ساختار صنعت محدود باشد (یعنی دارای چند رقیب اصلی اما اندک)، رقبا به دقت یکدیگر را کنترل می‌کنند و آماده هستند تا به هر گونه کاهش قیمت پاسخ دهند.
- بهینه‌سازی فرایند: تجار ممکن است برای باقی ماندن در شرایط صرفه به مقیاس، به جای تعطیل کردن یا کاهش خروجی، اقدام به کاهش قیمت‌ها کنند. همچنین، فرایندهای جدید می‌توانند موجب ارزان‌تر شدن تولید محصول شوند.
- ورشکستگی: شرکت‌هایی که در آستانه ورشکستگی هستند ممکن است مجبور به کاهش قیمت‌ها شوند تا حجم فروش خود را افزایش داده و با کسب نقدینگی مورد نیاز، به حیات خود ادامه دهند.
- قیمت‌گذاری تهاجمی: یک تاجر که در وضعیت مالی مناسبی قرار دارد به‌طور عمدی قیمت محصول را پایین می‌آورد تا تجار دیگری که در آن بازار هستند را سرنگون کند.
- رقبا: یکی از رقبا ممکن است بازار هدف مشخصی را در نظر بگیرد و با فروش محصول جایگزین به کسب سهم بازار بپردازد. برخی افراد بر این نظر هستند که به جای رقابت بر سر قیمت، بهتر است محصولات مشابه به بازار معرفی گردد.

### اجتناب از جنگ قیمت‌ها
اجتناب از جنگ قیمت‌ها بهترین سیاست است، اما اگر مزایای آن جذاب باشد (حتی برای رقبا)، آغاز می‌گردد.